# Ngu trung
Ngu trung là thuật ngữ để chỉ những người bị ảnh hưởng của Nho giáo trung thành với cấp trên một cách mù quáng ở thời nay.

## Mô tả
Quan niệm trung thành trong nho giáo xuất phát từ Tam Cương, bao gồm quan hệ giữa vua tôi, cha con, vợ chồng . Thật ra, Nho giáo đề cao lòng trung thành nhưng lại không hề chủ trương ngu trung. Mạnh Tử từng bảo: nên giết những bạo chúa như Kiệt Trụ; giết chúng không phải là giết vua mà là giết những tên thất phu.
Tuân theo Tam Cương một cách ngu dốt, mù quáng sẽ bị cho là ngu trung đưa đến những câu như “trung thần không thờ hai vua”, "quân xử thần tử, thần bất tử bất trung" (vua bảo bề tôi chết, nếu bề tôi không tuân lệnh thì bề tôi không trung với vua), "phụ xử tử vong, tử bất vong bất hiếu" (cha khiến con chết, con không chết thì con không có hiếu).

## Thí dụ
Năm 1786, khi Đoan Nam Vương Trịnh Khải bị Nguyễn Huệ đuổi chạy, cuối cùng, bị bắt, phải tự tử. Để tỏ lòng trung, Lý Trần Quán đã sai mua quan tài và sai người đem đi chôn sống. Ông không cần biết Trịnh Khải đã làm gì với vua Lê và đã làm được gì cho đất nước. Ông cũng không cần biết Nguyễn Huệ là ai; và giữa Nguyễn Huệ và Trịnh Khải, ai đang và sẽ đóng góp nhiều cho đất nước hơn. Ông không cần biết. Ông chỉ cần biết Trịnh Khải là chủ của ông. Ông không cứu được Trịnh Khải vậy ông phải chết.